# 舒恩哈特八面體

舒恩哈特八面體

舒恩哈特八面體是一種多面體，這種多面體為需要額外加入頂點才能將之三角剖分成若干四面體的立體中，結構最簡單的多面體。這個多面體由埃里希·舍恩哈特於1928年發現，並且以他的名字命名。相同的多面體亦作為柯西剛性定理描述具有相同形狀之面連接性所構成的2個不同多面體的示例。

## 構造
舒恩哈特八面體可以在2個互相平行的平面上各置一個互相全等的正三角形，同時確保這兩個正三角形的幾何中心位於相同且同時垂直於兩平面的直線上。同時這兩個正三角形的關係並非相對平移、也不是180度旋轉或鏡射，而是些微扭轉。接著將一側正三角形的邊與另一側正三角形的一頂點補上三角形面完成構造。
上述的兩個互相平行的正三角形對應的凸包形成了一個凸多面體，這個凸多面體在拓樸結構上與正八面體等價。除了原有的兩正三角形的邊，舒恩哈特八面體還有6條連接兩正三角形的六條邊，這六條邊有兩種不同的長度，一個是一側正三角形的邊與另一側正三角形的一頂點之連線，另一個是兩互相平行的正三角形對應凸包的內對角線。
將兩個互相平行的正三角形對應的凸包移除最長的三條邊，並將之替換為凸包的三條對角線即可構造出舒恩哈特八面體。另一種等校的構造方式是從正八面體開始，並在不破壞邊與面的連接關係下扭轉正八面體的其中一個面。扭轉60度時會形成三角柱；扭轉120度時會形成一對共享中心頂點的正四面體。在這兩個扭轉角度間（60度至120度）所構成的立體都是舒恩哈特八面體。:254
另一種構造方式則是從上述的兩個互相平行的正三角形對應的凸包中移除三個不相交的四面體來形成舒恩哈特八面體：每個移除的四面體都是來自兩個互相平行的正三角形中的各兩個頂點，共四個頂點。這種移除方式會導致三個連接邊中較長的邊被移除四面體後所形成的新的邊替換，從而形成一個非凸多面體。

## 性質
舒恩哈特八面體的結構在組合上等價於正八面體，也就是說，舒恩哈特八面體的頂點、邊和面可以與正八面體的頂點、邊和面一一對應。但與正八面體不同的是，舒恩哈特八面體的3條邊具有凹二面角，而這三個邊在圖論上與正八面體對應的圖論結構——正八面體圖完美對應； 這一事實足以表明舒恩哈特八面體不能以四面體完成三角剖分。

## 應用
吉姆·魯珀特（Jim Ruppert）和雷蒙德·賽德爾以舒恩哈特八面體為基礎證明「確定一個非凸多面體能否三角剖分」是一個NP完全問題。